# Tal vez mañana
Tal vez mañana es una novela de la escritora de best-seller estadounidense Colleen Hoover (Sulphur Springs, Texas, 11 de diciembre de 1979) publicada en 2014. Dicho libro, estuvo nominado en el mismo año en los premios Goodreads Choice Award, en la categoría de mejor romance.

## Sinopsis
Sydney es una joven chica universitaria que trabaja en la biblioteca para poder pagar sus estudios. El propio día de su cumpleaños tendrá que irse a vivir con su atractivo e interesante vecino, Ridge, por la infidelidad de su novio con su mejor amiga, con la que vivía en un piso. Aunque ya habían conectado días antes mientras él tocaba la guitarra desde su balcón, surgirá un amor apasionante entre ambos protagonistas. Pero habrá un gran obstáculo, pues el corazón del joven ya está ocupado por su novia Maggie. Cuando finalmente se percaten de que se necesitan el uno al otro, comprenderán que los sentimientos no pueden traicionar al corazón.

## Personajes
- Rigde: vecino de Sydney.
- Tori: mejor amiga de Sydney.
- Hunter: exnovio de Sydney.
- Maggie: novia de Ridge.
- Warren: compañero de piso y mejor amigo de Ridge.
- Bridgette: compañera de piso de Ridge.

## Canciones
- Living a Lie,[1] Griffin Peterson.[2]
- Something,[3] Griffin Peterson.
- A Little Bit More,[4] Griffin Peterson.
- Maybe Someday,[5] Griffin Peterson.
- I´m in Trouble,[6] Griffin Peterson.
- It´s you,[7] Griffin Peterson.
- Hold On to You,[8] Griffin Peterson.
- Let it Begin,[9] Griffin Peterson.

## Otros libros parecidos aTal vez mañana
- Maybe Not,[10] 2014, novela desde la perspectiva de los personajes secundarios, Bridgette y Warren, de libro Tal vez mañana.
- Ugly love,[11] 2014.
- Maybe Now,[12] 2018, secuela de Tal vez mañana.